# 100.000 unter roten Fahnen
100.000 unter roten Fahnen (Zensurtitel, ursprünglich veröffentlicht als 100 000 unter roten Fahnen. Solidaritätstag der I.A.H., Bezirk Berlin-Brandenburg 1930) ist ein 17-minütiger Stummfilm von Phil Jutzi aus dem Jahr 1929. Als Produktionsfirma fungierte das Filmkartell „Weltfilm“.

## Handlung
Am 13. Juli 1930 tragen die Berliner Mäntel, Hüte und Schals, es ist kalt. Nur einige Sportler sind mit nacktem Oberkörper unterwegs. Die Menschen marschieren „seit den frühen Morgenstunden“ durch die Arbeiterviertel Berlins, vorbei an Schaulustigen und Sympathisanten. Das Ziel ist der Volkspark Rehberge, wo die Arbeiterorganisationen der ganzen Stadt ein großes Fest ausrichten. Die Polizei ist bei alledem wachsam.

## Hintergrund
Der Hamburger Filmpublizist Thomas Tode meint, der Film sei „einzigartig innerhalb der Filme der Arbeiterbewegung“, weil er zeige, wie „stolz sich die Menschen zu ihrer Klasse verhalten“. Jutzi dokumentiere eine spezifische Arbeiterkultur, der in Deutschland kein langes Leben beschieden war. Mit dem Nationalsozialismus wurden KPD, SPD und die Gewerkschaften durch die „Deutsche Arbeitsfront“ ersetzt.